# Olga Fiodorowa
Olga Fiodorowa (ur. 14 lipca 1983 w Ałapajewsku) – rosyjska lekkoatletka, sprinterka, medalistka Mistrzostw Świata i igrzysk olimpijskich.
Największe sukcesy odniosła w sztafecie 4 x 100 metrów m.in. srebro podczas Igrzysk Olimpijskich (Ateny 2004) oraz brąz na Mistrzostwach Świata (Paryż 2003). Indywidualnie jej największym osiągnięciem jest 2. miejsce podczas Pucharu Europy w Lekkoatletyce w biegu na 100 metrów (Florencja 2005). Od 2006 zmieniła dyscyplinę i trenuje bobsleje. Wywalczyła miejsce w kadrze na Igrzyska w Vancouver – zajęła tam 18. miejsce w rywalizacji dwójek.

## Rekordy życiowe
- bieg na 100 metrów – 11,21 (2005)
- bieg na 200 metrów – 23,19 (2004)
- bieg na 60 metrów (hala) – 7,20 (2005)
- bieg na 200 metrów (hala) – 23,43 (2003)